# Virgolosa (Stadtteil)
Virgolosa (fehlerhaft Virdolosa) ist ein Stadtteil der osttimoresischen Landeshauptstadt Dili.

## Geographie
Virgolosa liegt im Norden des Sucos Vila Verde (Verwaltungsamt Vera Cruz, Gemeinde Dili). Der Stadtteil wird durch den Fluss Maloa nach Westen von Perumnas abgegrenzt. Nördlich befinden sich die Stadtteile Lafandaria und Mata Doro und im Süden und Osten der Stadtteil Tuanalaran. Teilweise wird der Osten Virgolosas an der Avenida Mártires da Pátria zu Mata Doro gerechnet.